# Mai 1843

## Événements
- 1er mai : mariage à Rio de Janeiro du prince de Joinville avec Françoise-Caroline, la fille de l’empereur dom Pedro du Brésil.

- 2 mai : inauguration du chemin de fer Paris - Rouen.

- 3 mai, France :
  - ouverture de la ligne Paris - Rouen (gare de Rouen-Saint-Sever);
  - inauguration du chemin de fer Paris-Orléans.

- 9 mai, France : circulation du premier train régulier sur la ligne Paris - Rouen.

- 12 mai : le Royaume-Uni annexe le Natal à la province du Cap en Afrique du Sud. Les Boers entreprennent alors un deuxième trek en direction du Transvaal. Ils franchissent le Drakensberg, puis le fleuve Orange et fondent l’État libre d'Orange.

- 13 mai, France : L'Unité publie l'étude de Gobineau sur l'Alviane.

- 16 mai :
  - Prise de la smala. Le duc d'Aumale attaque par surprise avec 600 cavaliers la smala d’Abd el-Kader à la source de Taguin et fait 3000 prisonniers. La Smala est une ville de tente habitée par 20 000 à 60 000 habitants qui se déplacent avec les troupes régulières de l’émir.
  - Bataille de Campêche entre les flottes du Mexique et du Texas.

- 18 mai : schisme de 1843, en Écosse.

- 19 mai, France : Gobineau entre en fonction à La Quotidienne. Il gagnera trois mille francs pour s'y occuper de la politique étrangère (Allemagne, Russie, Orient, Europe du Nord, moins l'Angleterre). Il va payer ses dettes et mettre de l'argent de côté. Mais Laurentie se méfie de sa jeunesse et de ses opinions religieuses et politiques.

- 22 mai : environ 1000 pionniers quittent la ville d’Independence (Missouri) pour se diriger vers l’Oregon. C’est le début d’une énorme vague de migration vers l’ouest (Piste de l'Oregon).

- 24 mai : confiscation des terres indigènes en Algérie. Le gouverneur Bugeaud confisque 200 000 ha de terres habbous (propriétés religieuses), au profit des colons, dont 168 000 autour d’Alger. Cette décision a pour conséquence le déplacement de populations indigènes vers le sud.

- 25 mai :
  - La commune d'Auroir-Aubigny est supprimée et réunie à Hérouël pour former Foreste
  - Les troupes de l'armée française occupent la ville de Souk Ahras
  - Mise en place d'une caisse de secours dans les mines de Rancié
  - Claude Antoine de Préval[1] (1776-1853), général de division, pair de France, est nommé grand-croix de la légion d'honneur.

- 29 mai : expédition Frémont, parti de Kansas City, qui explore la Californie, dont elle corrigera la cartographie, jusqu’alors approximative.

## Naissances
- 4 mai : Eugène Revillout (mort en 1913), égyptologue français.
- 6 mai : Grove Karl Gilbert (mort en 1918), géologue américain.
- 13 mai :
  - Henri Filhol (mort en 1902), paléontologue, spéléologue et zoologiste français.
  - Paul de Smet de Naeyer, homme politique belge († 9 septembre 1913).
- 20 mai : Emil Adam, peintre allemand († 19 janvier 1924).

## Décès
- 24 mai : Sylvestre-François Lacroix (né en 1765), mathématicien français.
- 25 mai : Keibun (né en 1779), peintre japonais